# DOM (stof)
 For alternative betydninger, se DOM. (Se også artikler, som begynder med DOM)
2,5-dimethoxy-4-methylamfetamin eller DOM (også kendt under navnet STP som er forkortelsen for "Serenity, Tranquility, and Peace") er et psykedelisk hallucinogen og et substitueret amfetamin, som er en syntetisk efterligning af meskalin (3,4,5-trimethoxyphenethylamin). Det blev først syntetiseret af Alexander Shulgin, og senere rapporteret i sin bog PiHKAL: A Chemical Love Story.
DOM (2,5-Dimethoxy-4-methylamphetamine) er ulovligt i Danmark på niveau med LSD, psilocybin m.m.

## Historie
DOM blev først syntetiseret og testet i 1963 af Alexander Shulgin. I midten af 1967 blev tabletter indeholdende 20 mg (senere 10 mg) af DOM (2,5-Dimethoxy-4-methylamphetamine) bredt distribueret i Haight-Ashbury-bydelen i San Francisco under navnet STP.

## Dosis
DOM er en phenylethylamin fundet i piller, væske, pulverform eller blotters. Det indtages oralt. Da DOM er meget usædvanligt, og der er begrænsede oplysninger om dosis-niveauer, er følgende omtrentlige doseringer for ren DOM (2,5-Dimethoxy-4-methylamphetamine).
- Let: 2-5 mg
- Moderat: 5-10 mg
- Kraftig: 10+ mg

## Påvirkninger
Virkningerne af dette stof omfatter væsentlige perceptuelle ændringer såsom; sløret syn, flere billeder, vibration af objekter, visuelle hallucinationer, forvrængede former, forbedring af detaljer, bremset tidens gang, øget seksualdrift og fornøjelse, og øgede kontraster. Det kan også forårsage pupil-udvidelse og en stigning i det systoliske blodtryk.

### Fysisk påvirkning
- Sløret syn
- Flere billeder
- Vibration af objekter
- Visuelle hallucinationer
- Forvrængede former
- Forbedring af detaljer
- Bremset tidens gang
- Øget seksualdrift
- Fornøjelse
- Øgede kontraster

### Mentale påvirkning
Der er ikke publicerede rapporter om initiation af psykoser efter indgift af DOM. Medicinsk behandling af bad trips foregår på psykiatriske akutmodtagelser og består primært af intravenøs indgift af diazepam og muligvis et antipsykotikum, samt samtaleterapi.[kilde mangler]

## Risici

### Dødsfald
Der findes ingen dokumenterede dødsfald som følge af DOM-forgiftning.

## Fodnoter
1. 1 2  Shulgin, Alexander (1991). PiHKAL: A Chemical Love Story. Berkeley, CA: Transform Press. s. 53–56. ISBN 978-0-9630096-0-9.
2. ↑  Bekendtgørelse om euforiserende stoffer https://www.retsinformation.dk/Forms/R0710.aspx?id=137169 217.
STP (4-Methyl-2,5-dimethoxy-amphetamin).
3. ↑  DOM Dosage http://www.erowid.org/chemicals/dom/dom_dose.shtml Since DOM is very uncommon, there is limited information about dosage levels. Following are approximate dosages for pure DOM.
4. ↑  The National Institute on Drug Abuse (NIDA) http://files.eric.ed.gov/fulltext/ED102442.pdf NIDA (1973).
5. ↑  O'Brien CP. Drug addiction and drug abuse. I: Brunton LL, Lazo JS, Parker KL, redaktører. Goodman & Gilman's the pharmacological basis of therapeutics. 11. udgave. New York: McGraw-Hill Medical; 2006. Side 607-627. ISBN 0-07-142280-3.